# 劳里斯 (南卡罗来纳州)
劳里斯（英文：Lowrys），是美国南卡罗来纳州下属的一座城市。城市类型是“Town”。其面积大约为3.16平方英里（8.19平方公里）。根据2010年美国人口普查，该市有人口200人，人口密度约为每平方 英里63.27人（约合每平方公里24.43人）。